# Stypendium Ministra Nauki i Szkolnictwa Wyższego za wyniki w nauce
Stypendium Ministra Nauki i Szkolnictwa Wyższego  za wyniki w nauce – dawna nagroda przyznawana corocznie przez Ministra Nauki i Szkolnictwa Wyższego studentom wykazującym się aktywnością i osiągnięciami naukowymi.

## Podstawa prawna
Podstawą przyznawania stypendium było:   
- ustawa z dnia 27 lipca 2005 r. - Prawo o szkolnictwie wyższym (Dz.U. z 2017 r. poz. 2183),
- Rozporządzenie Ministra Nauki i Szkolnictwa Wyższego z dnia 17 lipca 2015 r. w sprawie stypendiów ministra za wybitne osiągnięcia przyznawanych studentom (Dz.U. z 2015 r. poz. 1050).

## Wysokość stypendium
Wysokość stypendiów przyznanych na rok akademicki 2014/2015 wyniosła 14000 zł na cały rok akademicki.

## Warunki otrzymywania stypendium
Stypendium ministra za osiągnięcia w nauce mógł otrzymać student, który spełniał łącznie następujące warunki:
- zaliczył poprzedni rok studiów,
- uzyskał wpis na następny rok studiów lub został przyjęty na studia II stopnia,
- posiadał osiągnięcia naukowe i wykazuje się aktywnością naukową.

Za osiągnięcia naukowe i aktywność naukową uważało się w szczególności:
- autorstwo lub współautorstwo publikacji naukowych
- udział w projektach badawczych realizowanych samodzielnie przez uczelnię,
- udział w projektach badawczych realizowanych przez uczelnię we współpracy z innymi uczelniami lub jednostkami naukowymi, w tym zagranicznymi,
- autorstwo lub współautorstwo wynalazku, wzoru użytkowego, wzoru przemysłowego, topografii układu scalonego lub wyhodowanej albo odkrytej i wyprowadzonej odmiany rośliny
- referaty własne wygłoszone samodzielnie na konferencjach naukowych, w których uczestniczyli prelegenci co najmniej z pięciu ośrodków akademickich,
- nagrody uzyskane w konkursach o zasięgu międzynarodowym, w których uczestniczyli studenci uczelni co najmniej z pięciu państw, z wyłączeniem konkursów organizowanych w ramach konferencji oraz konkursów o przyznanie innych stypendiów – o wysokiej randze lub wysokim poziomie innowacyjności.

W roku szkolnym 2011/2012 stypendium otrzymało 1107 osób.